# مارسيلو باتشيكو
مارسيلو باتشيكو (بالإسبانية: Marcelo Pacheco)‏ هو لاعب كرة قدم تشيلي، ولد في 1958 في سانتياغو في تشيلي. شارك مع منتخب تشيلي لكرة القدم. أما مع النوادي، فقد لعب مع نادي أونيفرسيداد دي تشيلي.

## وصلات خارجية
- مارسيلو باتشيكو على موقع ناشيونال فوتبول تيمز (الإنجليزية)
- مارسيلو باتشيكو على موقع عالم كرة القدم.نت (الإنجليزية)